# Рейимон
Рейимо́н (фр. Raillimont) — коммуна во Франции, находится в регионе Пикардия. Департамент коммуны — Эна. Входит в состав кантона Вервен. Округ коммуны — Вервен.
Код INSEE коммуны — 02634.

## Население
Население коммуны на 2010 год составляло 90 человек.
| 1962 | 1968 | 1975 | 1982 | 1990 | 1999 | 2010 |
| ---- | ---- | ---- | ---- | ---- | ---- | ---- |
| 113  | 85   | 72   | 83   | 86   | 77   | 90   |

## Экономика
В 2010 году среди 50 человек трудоспособного возраста (15—64 лет) 39 были экономически активными, 11 — неактивными (показатель активности — 78,0 %, в 1999 году было 68,0 %). Из 39 активных жителей работали 37 человек (19 мужчин и 18 женщин), безработных было 2 (1 мужчина и 1 женщина). Среди 11 неактивных 2 человека были учениками или студентами, 5 — пенсионерами, 4 были неактивными по другим причинам.